# 草薙隊 (幕末)
草薙隊（くさなぎたい）は、尾張藩で討幕を目的に編成された民兵部隊である。隊長は林金兵衛。

## 概要
東春日井郡の大庄屋である林金兵衛を隊長に62名からなる農兵隊であったが、北越戦争に参戦する頃には241人に増えた。武器は主に小銃を使っていた。

## 歴史
慶応4年1月（1868年1月）に尾張藩で幕府を倒すための戦力として編成された。京都御所の警備をしていたが、その後北越戦争などに参戦した。 明治2年（1869年）に解散し、隊員の全員が帰農したという。

## 隊長
- 林金兵衛

## 隊員
| - 牧新次郎 - 佐久間禅阮 - 中島吉三郎 | - 佐光次郎 - 佐藤九郎三郎 - 本田又蔵 | - 三宅清三郎 - 三尾文十郎 - 岩田鎌三郎 | - 伊藤又十郎 - 野崎弥七郎 - 後藤来吉 | - 藤島平四郎 - 水野礼助 - 奥村忠蔵 | - 加納勇 - 藤井鉦三郎 - 松田松助 | - 山内勝三郎 - 津金甲太 - 中村留之助 | - 伊藤久兵衛 |